# Положение во гроб (картина Франческо Франчи)
«Положение во гроб» — картина итальянского художника эпохи Возрождения Франческо Франча из собрания Государственного Эрмитажа.
Картина иллюстрирует важнейший евангельский сюжет, описанный во всех четырёх Евангелиях: Погребение Христа (Мф. 27: 57-66; Мк. 15: 42-47; Лк. 23:50-56; Ин. 19: 38-42). Слева Иоанн Богослов (в эрмитажном каталоге 1863 года ошибочно определён как Иосиф Аримафейский) держит Христа за плечи, в центре над телом Христа горюет Дева Мария, за её спиной стоит Никодим, справа Мария Магдалина придерживает ноги Христа.
Обстоятельства и ранняя история картины неизвестны. К началу 1840-х годов она принадлежала российскому дипломату Д. П. Татищеву и считалась работой феррарского художника Ортолано. Татищев свою коллекцию живописи завещал императору Николаю I, и после его смерти, последовавшей в 1843 году, большая часть коллекции, включая и «Положение во гроб», была принята в Императорский Эрмитаж. Первоначально картина была написана на дереве и в 1869 году реставратором А. Сидоровым она была переведена на холст.
Уже при поступлении картины в Эрмитаж авторство Орталано вызывало сомнения и в каталоге 1863 года было указано что картина лишь приписывается ему. Г. Ф. Вааген, в 1863 году осмотревший эрмитажное собрание живописи, в своём отчёте указал что автором картины скорее всего является Франча и провёл параллели с его очень близкой работой из Национальной галереи в Лондоне. Тем не менее в эрмитажных каталогах она вплоть до конца XIX века по-прежнему значилась как работа, приписываемая Ортолано. В каталоге 1899 года автором названии Эрколе де Роберти (повлиявший на творчество Франчи) и начиная с каталогов 1911 года авторство Франческо Франча было окончательно принято.
В собрании Национальной галереи в Парме имеется большая подписанная Франча картина на этот же сюжет. В ней очень близки к эрмитажной картине позы Иисуса, Иоанна Богослова и Марии Магдалины. Также очень близка и другая аналогичная работа Франчи из Галереи Сабауда в Турине. Пармская и Туринская картины датируются 1512 и 1515 годами соответственно. По мнению Т. К. Кустодиевой обе эти картины характеризуются большой сухостью исполнения, «которой ещё нет в петербургском „Положении во гроб“» и поэтому она считает что эрмитажная картина была исполнена около 1500 года.
Картина выставляется в здании Большого (Старого) Эрмитажа в зале 213. На официальном сайте Эрмитажа ошибочно сказано что она «не представлена в постоянной экспозиции», однако картина видна (и особо отмечена) на 3d-панораме зала, также выложенной на официальном сайте Эрмитажа.